# Bucky Buckwalter
Morris B. "Bucky" Buckwalter (nacido el 22 de noviembre de 1933 en La Grande, Oregón) es un exjugador, exentrenador y exdirigente de baloncesto estadounidense que entrenó durante una temporada de forma interina a los Seattle SuperSonics de la NBA y a los Utah Stars de la ABA.

## Trayectoria deportiva

### Universidad
Jugó durante su etapa universitaria en los Utes de la Universidad de Utah, donde fue elegido en sus dos últimas temporadas en el mejor quinteto de su conferencia.

### Entrenador y dirigente deportivo
Tras ejercer como asistente en su alma mater, firmó como entrenador principal de la Universidad de Seattle en 1967, puesto que ocupó durante cinco temporadas, en las que consiguió 78 victorias y 54 derrotas.
En 1973 sustituyó en el banquillo de los Seattle SuperSonics a Tom Nissalke como entrenador principal, acabando la temporada con 13 victorias y 31 derrotas. En la temporada 1974-75 fichó como entrenador por los Utah Stars de la ABA, a los que dirigió en 56 partidos, logrando 24 derrotas, siendo sustituido precisamente por Nissalke.
Tras entrenar en las ligas menores, en 1976 se unió a los Portland Trail Blazers como ojeador, ocupando posteriormente durante seis temporadas el puesto de entrenador asistente. En 1986 fue ascendido a general manager. Bajo su mandato eligió en el Draft a Clyde Drexler, Terry Porter, Jerome Kersey y Cliff Robinson entre otros, además de conseguir los traspasos de Buck Williams, Kevin Duckworth y Danny Ainge. Fue uno de los primeros ejecutivos en mirar hacia Europa, trayendo a su equipo a jugadores como Arvydas Sabonis y Dražen Petrović. En la temporada 1990-91 fue elegido Ejecutivo del Año de la NBA.

## Estadísticas
| Equipo              | Temp.   | P  | V  | D  | %V-D | Finalizó | PP | VP | DP | %V-DP | Resultado |
| ------------------- | ------- | -- | -- | -- | ---- | -------- | -- | -- | -- | ----- | --------- |
| Seattle SuperSonics | 1972-73 | 37 | 13 | 24 | .351 |          |    |    |    |       |           |
| Utah Stars          | 1974-75 | 56 | 24 | 32 | .429 |          |    |    |    |       |           |
| Total               |         | 93 | 37 | 56 | .398 |          |    |    |    |       |           |